# Schiedam

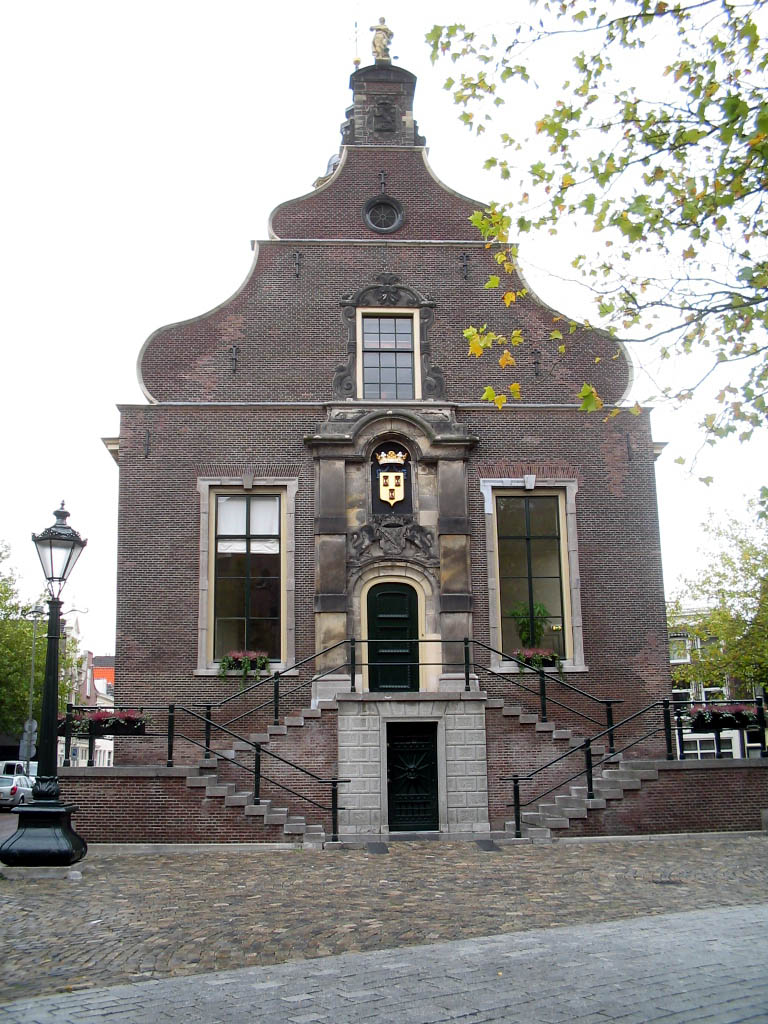
Gamla stadshuset

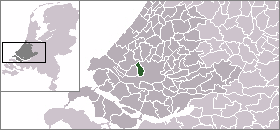
Läge i Zuid-Holland

Schiedam   (fil) är en kommun i provinsen Zuid-Holland i Nederländerna. Kommunen har 77 051 invånare (2016). Den ingår i storstadsregionen Rotterdam−Haag och därmed också i Randstad.